# NGC 57
NGC 57 és una galàxia el·líptica localitzada en la constel·lació dels Peixos. Va ser descoberta el 8 d'octubre de 1784 per l'astrònom William Herschel.

## SN 2010dq
El 3 de juny de 2010, Koichi Itagaki va detectar una supernova de magnitud 17, 17" a l'oest i 1" al sud del centre d'NGC 57 a les coordenades 00 15 29.70 +17 19 41.0.

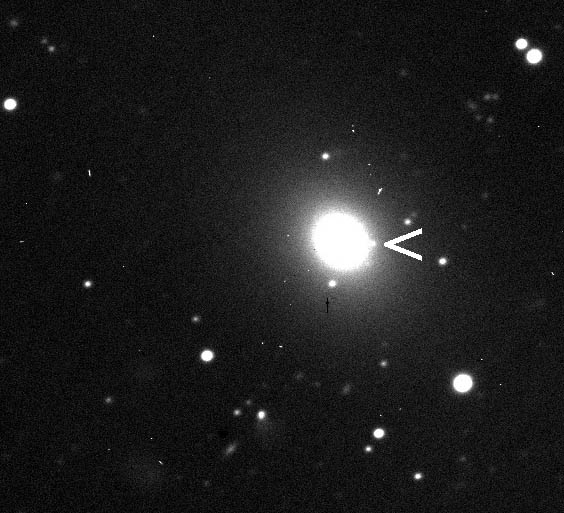
Supernova 2010dq com es va veure en 2010-09-03 (anunciat 2010-06-03)